# Atlantis (Floryda)
Atlantis – miasto w Stanach Zjednoczonych, w stanie Floryda, w hrabstwie Palm Beach.